# ヤコペッティの残酷大陸
『ヤコペッティの残酷大陸』（ヤコペッティのざんこくたいりく、原題：Addio zio Tom）は、1971年のイタリア映画。
歴史大作風に見せ掛けた一種のブラックスプロイテーション映画である。

## 概説
グァルティエロ・ヤコペッティが初めて手がけた完全劇映画。アメリカの暗部の1つであるアメリカの奴隷制度にスポットを当て、ドキュメンタリータッチで描く。出てくる俳優は全員無名人であるが、その他黒人数百人に上るエキストラなど製作費もそれまでとは比べ物にならない位の大作になった。なお、アメリカではR指定版とX指定版があり、タイトルも異なるが興行的には成功しなかった。

## あらすじ
アフリカから船ですし詰め状態で大量に運び込まれる黒人達。アメリカ大陸に着いた彼らはまず、集団消毒される。アメリカの南部では黒人牧場たるものがあり、女たちは身を売られ、白人による人身売買が行われていた。イタリアの探訪記者が目にしたのはアメリカの現実。それは差別などという生易しいものですらなかった。無論黒人達に人権などなく、ある者は黒人狩りの犠牲になったり、ある者は自傷行為を繰り返し、ある者は汚物を口にしだす者も居た。ある者は家畜同然に売られていく。しかし優雅で煌びやかな生活を送る白人達にもやがて悲劇が訪れようとする…。